# Mimonecteola beebi
Mimonecteola beebi är en kräftdjursart. Mimonecteola beebi ingår i släktet Mimonecteola och familjen Microphasmatidae. Inga underarter finns listade i Catalogue of Life.